# Limbaži (novads)
Limbaži est un novads de Lettonie, situé dans la région de Vidzeme. En 2009, sa population est de 19 728 habitants.